# アンダルシア州
アンダルシア州（アンダルシアしゅう、Andalucía）は、スペインを構成する自治州のひとつである。スペイン南部に位置し、北はエストレマドゥーラ州とカスティーリャ＝ラ・マンチャ州、東はムルシア州、そして西はポルトガルと接し、南は地中海・ジブラルタル海峡・大西洋がある。州都はセビリア。自治州政府はフンタ・デ・アンダルシーア（Junta de Andalucía）。近年はアンダルシーアという表記も見られる。アンダルシア最高裁判所はグラナダにある。
気候は典型的な地中海性気候で、夏は日差しが強く暑い。雨はあまり降らない。

## 歴史
グアダルキビール川の河口にあった都市タルテッソスは、紀元前1000年にまでさかのぼる。この都市は強大なタルテッソス文明を築き、聖書では「タルシシュ（Tarshish）」の名前で知られている。
紀元前5世紀にはカルタゴの植民都市が建設され、紀元前2世紀に古代ローマに支配されて属州ヒスパニア・バエティカが置かれた。
5世紀になると一時期ゲルマン系のヴァンダル族がこの地を支配し、「Vandalicia（ヴァンダル人の国）」が「アンダルシア」の語源となった。しかし、近年の研究では、アトランティス大陸を示す「アル・アトランティダ」が語源なのではないかという説も有力視されている。
西ゴート王国による支配のあと、711年にウマイヤ朝に征服され、アラビア語でアル＝アンダルスと呼ばれるようになった。後ウマイヤ朝が都を置いたコルドバは、西方イスラムの経済文化の中心地として繁栄した。アンダルシアの文化は、8世紀にわたるイスラム支配の影響を色濃く残している。
13世紀にはレコンキスタによってキリスト教諸国による征服が進み、グラナダを都とするナスル朝だけが最後のイスラム王朝として200年間生き残った。1492年にはグラナダが陥落し、スペイン王国に統一された。
16世紀から17世紀にかけて、セビリアはアメリカ州にあるスペインの植民地への出発地となったため、現在の中南米で話されているスペイン語にはアンダルシーア方言と共通の特徴が多くみられる。
アンダルシアは先史時代からローマ時代、イスラム時代を通じてイベリア半島の先進地域であった。しかし、レコンキスタの過程で大土地所有制が広がり、新大陸との貿易で繁栄したセビリアを除き、スペインでも貧しい地方のひとつとなった。20世紀の自治州成立後は、観光業の発展とともに、政府やEUからの援助金、高速鉄道AVEの開業、セビリア万博の開催などによりてこ入れが図られている。
2021年9月13日、一帯に集中豪雨があり鉄砲水や河川の氾濫が発生。住宅地や道路などが冠水する被害が生じた。

## 県と都市

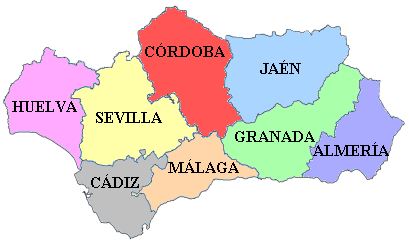

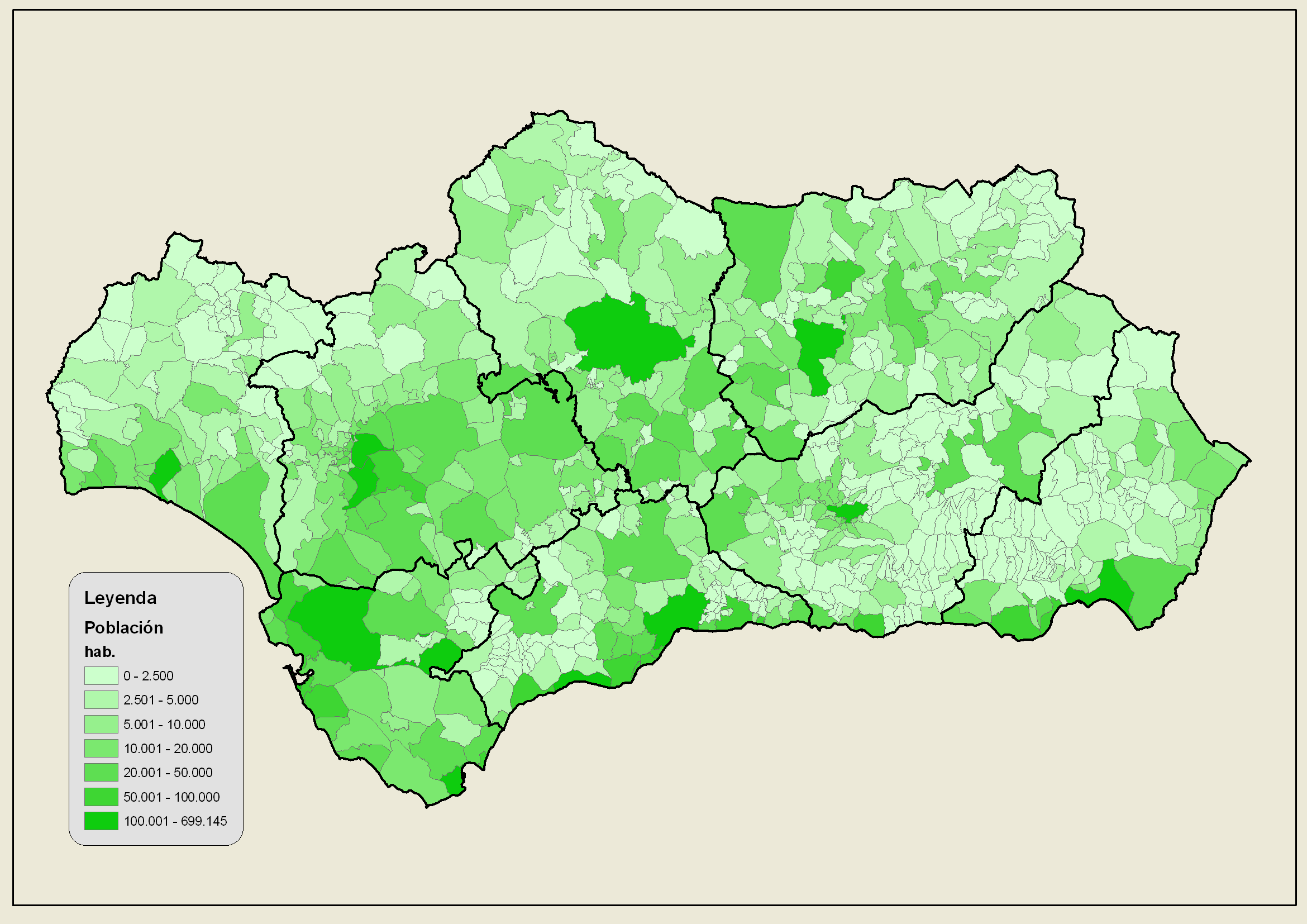
人口分布（2007年）

人口密度（2007年）

アンダルシア州には、8つの県がある。県名はすべて、県都の名称と同じである。
| 県           | 県都                  | 面積（km²） | 人口（人） | 人口密度（人/km²） | 自治体数 |
| アルメリア県 | アルメリア（Almería） | 8,774.89    | 765,128    | 85.92              | 102      |
| カディス県   | カディス（Cádiz）     | 7,435.88    | 1,258,881  | 168.08             | 44       |
| コルドバ県   | コルドバ (Córdoba)    | 13,771.31   | 770,952    | 56.20              | 75       |
| グラナダ県   | グラナダ（Granada）   | 12,646.98   | 940,974    | 73.55              | 168      |
| ウエルバ県   | ウエルバ（Huelva）    | 10,128.01   | 535,836    | 52.41              | 79       |
| ハエン県     | ハエン（Jaén）        | 13,496.09   | 618,031    | 45.96              | 97       |
| マラガ県     | マラガ（Málaga）      | 7,308.46    | 1,778,275  | 239.75             | 101      |
| セビリア県   | セビリア（Sevilla）   | 14,036.09   | 1,969,075  | 139,44             | 105      |
| 計           |                       | 87,597.71   | 8,637,152  | 98.60              | 771      |

### 主な自治体 （2024年）
| 順位 | 自治体                       | 県           | 人口    |
| 1    | セビリア                     | セビリア県   | 687,488 |
| 2    | マラガ                       | マラガ県     | 591,637 |
| 3    | コルドバ                     | コルドバ県   | 322,811 |
| 4    | グラナダ                     | グラナダ県   | 232,717 |
| 5    | ヘレス・デ・ラ・フロンテーラ | カディス県   | 213,688 |
| 6    | アルメリア                   | アルメリア県 | 202,675 |
| 7    | マルベージャ                 | マラガ県     | 159,000 |
| 8    | ウエルバ                     | ウエルバ県   | 143,290 |
| 9    | ドス・エルマーナス           | セビリア県   | 140,430 |
| 10   | アルヘシラス                 | カデイス県   | 123,639 |

（2024年1月1日現在 出典：INE（スペイン国立統計局））
そのほかにおもな都市には、アルヘシラス（カディス県）、アンテケーラ、ロンダ（マラガ県）、ウベダ、バエサ（ハエン県）がある。
また、セビリア県、カディス県、ウエルバ県、コルドバ県をアンダルシア・オクシデンタル（西アンダルシア）、グラナダ県、マラガ県、ハエン県、アルメリア県をアンダルシア・オリエンタル（東アンダルシア）と東西に分ける場合がある。

## 観光と世界遺産
アンダルシア州にはイスラム支配期の文化を伝える史跡が数多く残り、観光名所となっている。グラナダのアルハンブラ宮殿、コルドバのメスキータやメディナ・アサーラ、セビリャの黄金の塔やヒラルダの塔などがある。
また、アンダルシア州は至るところにひまわり畑が広がっており、特にカルモナは広大な作付け面積を有している。
マラガ県の地中海沿岸コスタ・デル・ソルは一大リゾート地となっており、イギリスやドイツなどヨーロッパ北部から多くの観光客を集めている。
アンダルシア州でユネスコの世界遺産に登録されている物件には次のものがある。
- コルドバ歴史地区
- グラナダのアルハンブラ、ヘネラリーフェ、アルバイシン
- セビリア大聖堂、アルカサル、インディアス古文書館
- ドニャーナ国立公園
- ウベダとバエサのルネサンス建築

## アンダルシア人の帰属意識とナショナリズム
- アンダルシア人
- アンダルシア・ナショナリズム（英語版）

## 文化
アンダルシア料理は、魚介類とデザート、世界的に有名なシェリー酒で知られている。
アンダルシアは、フラメンコ音楽と闘牛の発祥の地である。
1970年代、アンダルシア州の出身でフラメンコをベースにしたロック・バンドであるトリアーナがスペインの軽音楽を一世風靡し、その音楽の影響下のロック・バンドがいくつも登場した。それらのバンドの一派は「アンダルシアン・ロック」と呼ばれている。

### 祭り
- カーニバル－カディスのもの（Carnaval de Cádiz）が有名。
- セマーナ・サンタ（Semana Santa） - 各地で行われるが、とくにセビリアのもの（Semana Santa en Sevilla）が有名である。他にマラガ（Semana Santa en Málaga）、グラナダ（Semana Santa en Granada）のものがよく知られている。
- セビリアの春祭り（Feria de Abril）
- エル・ロシーオの巡礼
- 馬祭り

## 通信とメディア
新聞
他地方と同様、各地域に地方紙がある。
テレビ
全国放送である国営TVE、民間放送のAntena3、Tele5のほか、公営TVのカナル・スール（Canal Sur）がある。カナル･スールは、1989年2月国営放送局TVE、バスク州の公営テレビETB、カタルーニャ州の公営テレビTV3、ガリシア州の公営テレビTVGに次いで、開局放送開始。現在、Canal Sur1、Canal Sur2、またラジオ放送Canal Sur Radioを放送。

## ギャラリー

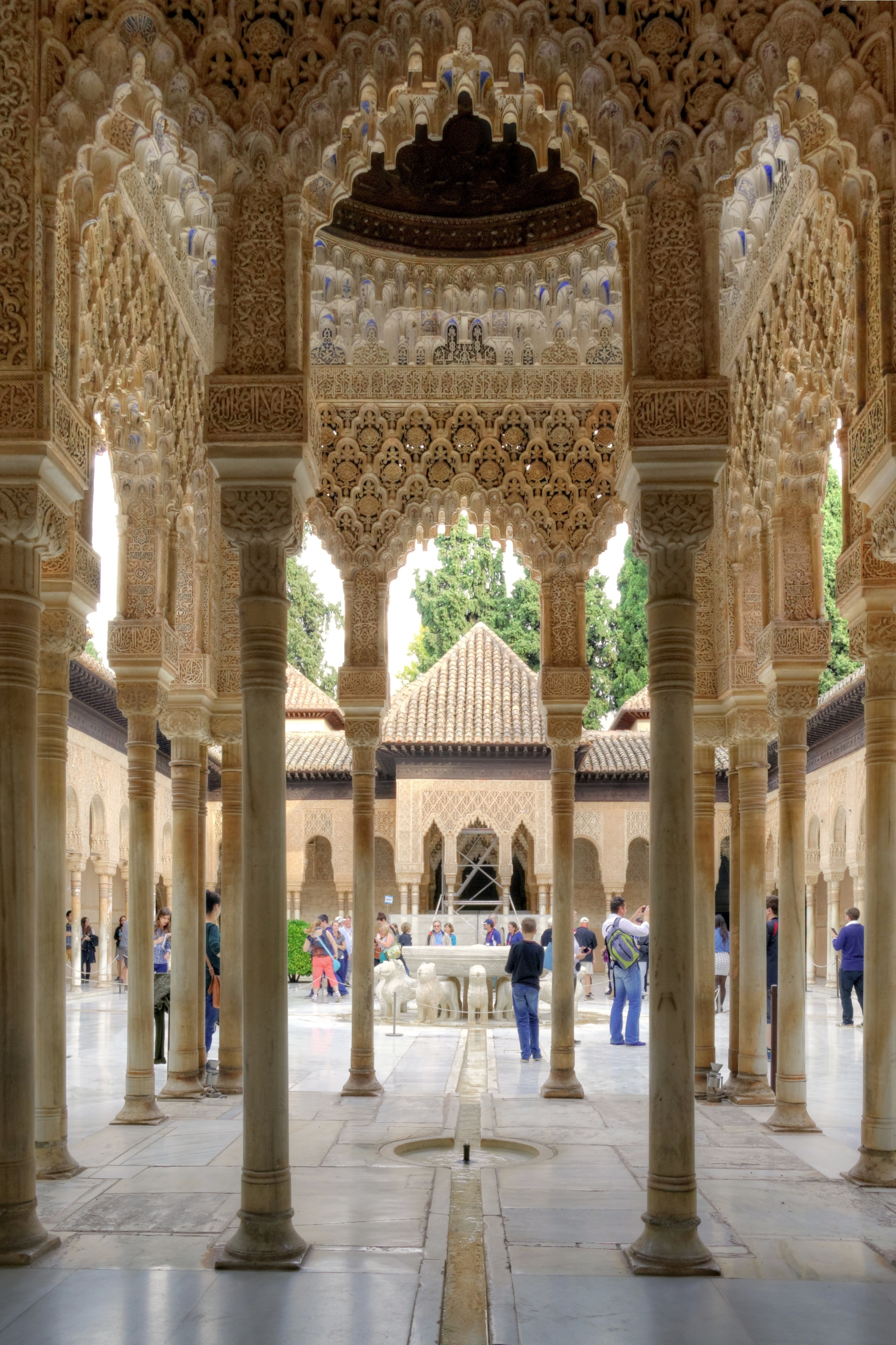
アルハンブラ宮殿
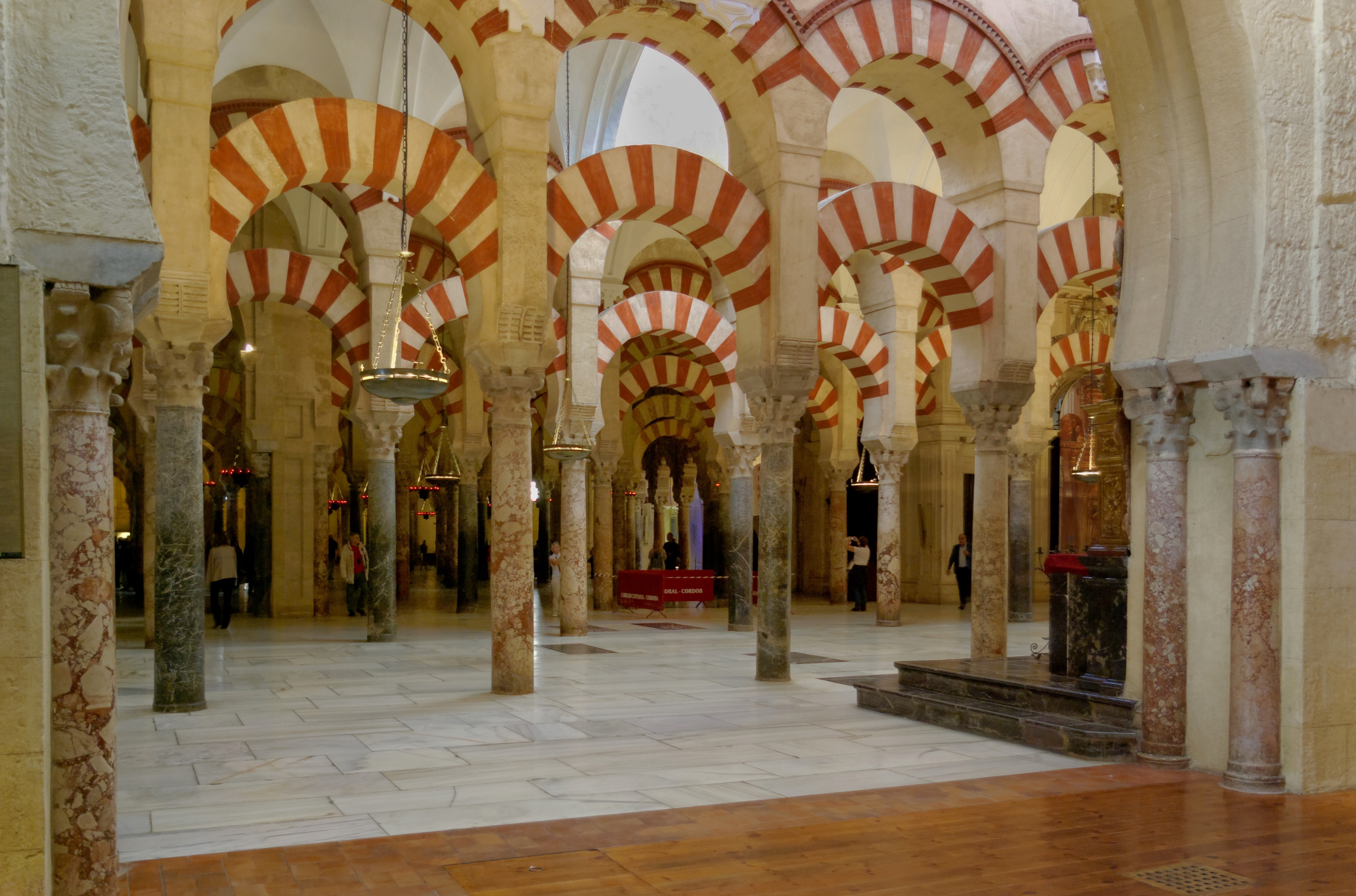
コルドバのメスキータ
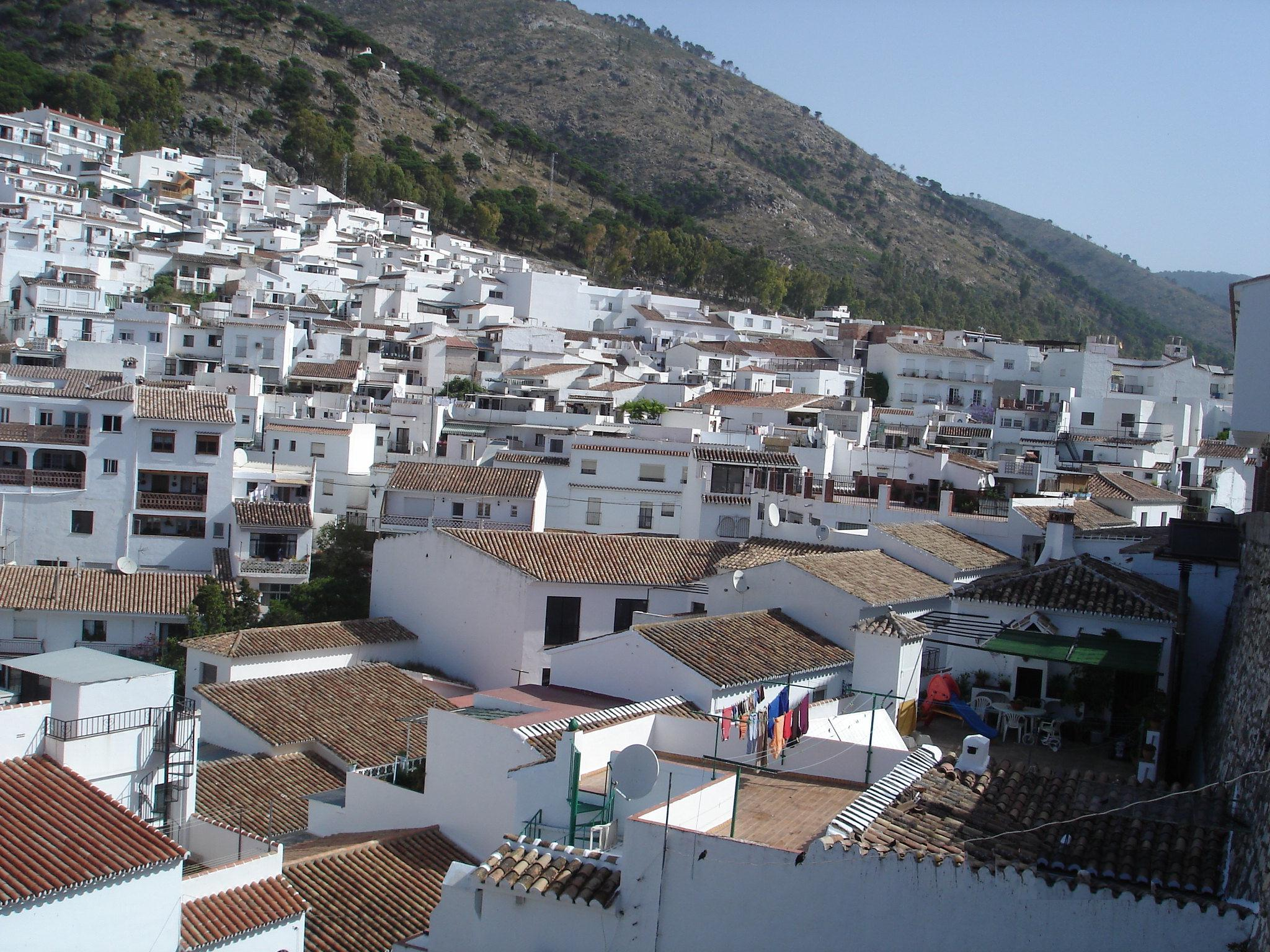
ミハスの白い街並み
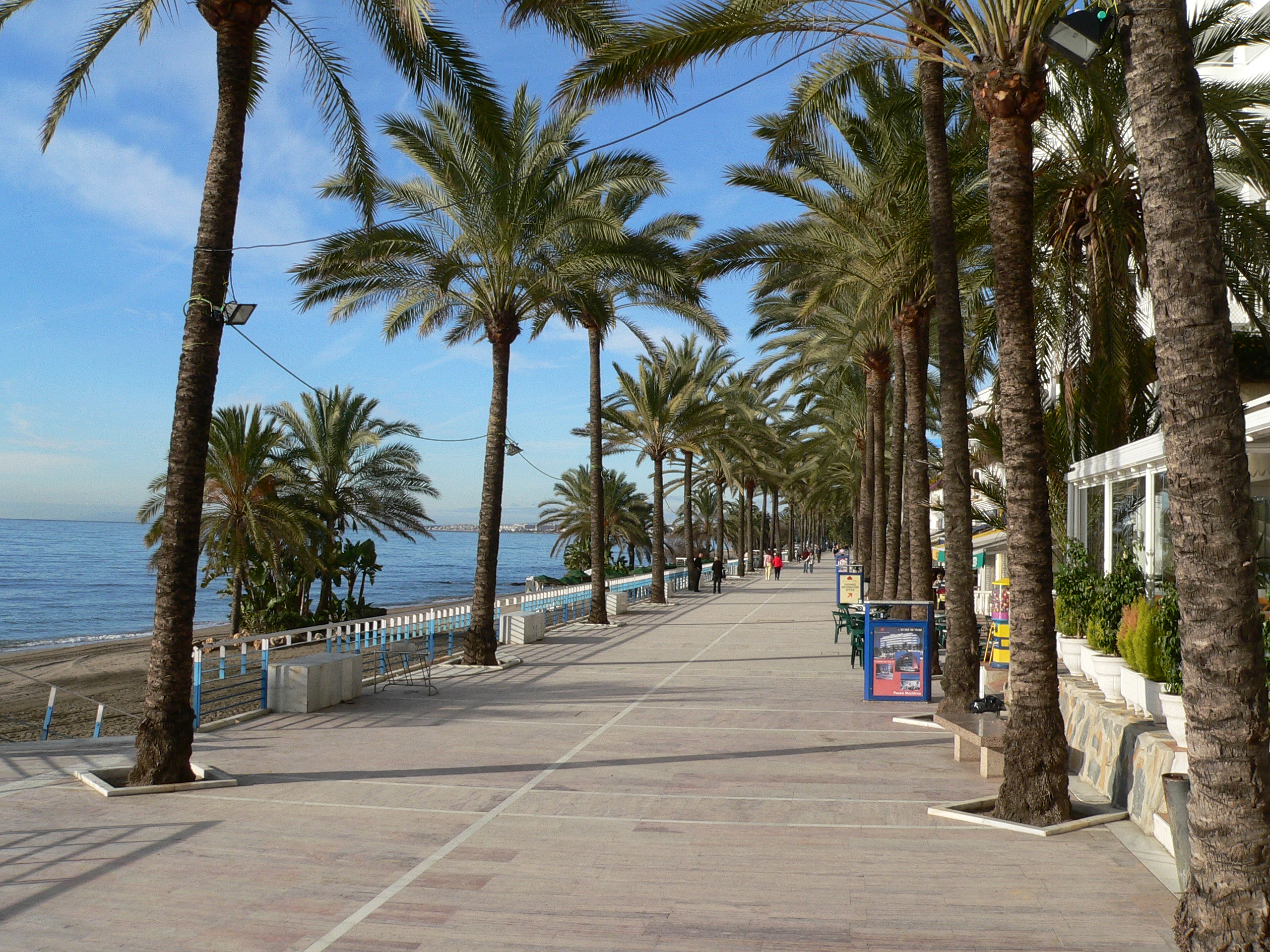
マルベーリャの海岸

## アンダルシアが登場する作品
- 炎のアンダルシア - 中世カリフ時代のアンダルシアを舞台としたエジプト映画。カンヌ国際映画祭、第50回記念特別賞受賞作品。
- アンダルシアの犬 - ルイス・ブニュエルとサルバドール・ダリにフランス映画。
- 茄子 アンダルシアの夏 - 高坂希太郎監督によるアニメ映画作品。
- アンダルシアに憧れて - 日本の歌謡曲。
- アンダルシア 女神の報復 - 織田裕二主演の日本映画。